# Uyezd

Uyezds de Rusia por gubernia en 1897.

El uyezd (ruso: уе́зд) fue una entidad subnacional del Principado de Moscú, el Zarato ruso, el Imperio ruso, la RSFS de Rusia e inicialmente de la Unión Soviética, que estuvo en uso desde el siglo XIII.

## Historia
Originalmente designaba una subdivisión de la Rus de Kiev o más tarde del Principado de Moscú del siglo XIII. Un uyezd unía varios vólosts (волость) alrededor de las ciudades más importantes, y era controlado por un gobernador (наместник, naméstnik) nombrado por el monarca o gran duque (великий князь, veliki knyaz’), y después del siglo XVII, por el voivoda.
Con la introducción de las gobernaciones en 1708 bajo el zar Pedro I, la previamente apropiada división en uyezd fue abolida y relevada por los distritos. Con la reforma administrativa de Catalina I, en 1727, los uyezd fueron reinstaurados. Con Catalina II, en 1775, se incluyeron como subdivisión de las gubernias, corroborándose este estatus con el ucase del Senado de Gobierno de 13 de diciembre de 1796.
El uyezd estaba dirigido por un isprávnik (entre 1775-1862 se lo llamaba kapitán-isprávnik), que controlaba tanto el ámbito administrativo como la fuerza policial. También encabezaba el zemsky sud, el juzgado del zemstvo, un cuerpo colegiado. A partir de 1862 el isprávnik dejó de ser un cargo electo para ser designado por las autoridades. Desde ese momento su autoridad era personal, no dirigía ni el juzgado ni el departamento de policía.
Cada uyezd tenía su propio centro administrativo, la ciudad uyezd, donde residía el isprávnik y estaban situados los organismos de gobierno. Económicamente, la ciudad tenía su propio cuerpo colegiado de dirección, y el resto del territorio del uyezd era dirigido por el uyézdnoie zémskoie sobranie (уездное земское собрание), la asamblea (zemstvo) y su grupo administrativo. También contaba con un tesoro y finanzas propios, un magistrado para la ciudad, y una administración menor (rasprava), para los campesinos. Los gorodnichy eran responsables del orden en cada asentamiento uyezd y eran elegidos entre oficiales rusos. Toda la documentación se hacía asimismo en ruso.
No había uyezd en toda Rusia, tanto las gubernias como los óblasts siberianos y de Asia central se dividieron en ókrugs (literalmente "círculos"). Después de 1775, los uyezd estaban gobernados por un isprávnik (исправник), elegido de entre la aristocracia local para gobernar por tres años. Después de la reforma de los zemstvo de 1864 se otorgó a la mayoría de los uyezd una autonomía local limitada, sobre todo en los de la región europea.
Durante la reforma administrativa soviética entre 1923 y 1929, los uyezd fueron sustituidos por raiones. En las repúblicas soviéticas bálticas (RSS de Estonia, RSS de Letonia y RSS de Lituania) hubo uyezd hasta 1949/50.
Existen términos parecidos en República Checa (újedz), Polonia (ujazd), y Lusacia (uhyst), para indicar asentamientos sin impuestos. También es nombre de ciudad en estos países.